# Mancar
Mancar is een bestuurslaag in het regentschap Jombang van de provincie Oost-Java, Indonesië. Mancar telt 5302 inwoners (volkstelling 2010).